# Distretto di Pullo
Il distretto di Pullo è uno degli otto distretti della provincia di Parinacochas, in Perù. Si trova nella regione di Ayacucho e si estende su una superficie di 1.562,34 chilometri quadrati.

Ha per capitale la città di Pullo e nel censimento del 2005 contava 4.064 abitanti.